# Intuicionismo ético
El intuicionismo ético o intuicionismo moral es una corriente de la filosofía moral británica que agrupa un conjunto de concepciones. Estas concepciones tienen en común defender la tesis según la cual existen verdades morales independientes de nuestra mente (realismo moral) que podemos conocer de manera directa. 

## Concepto
En The Methods of Ethics (1874), Henry Sidgwick define el intuicionismo, al que se adhiere, en relación con la conciencia moral. Para Sidgwick, el intuicionismo considera que la rectitud es una cualidad que pertenece a las acciones en sí y se capta con una simple inspección de la acción, de modo que debe tratarse independientemente de los motivos y efectos. Esta inspección es lo propio de la conciencia moral que está en cada hombre. Si escuchamos la voz interior de nuestra conciencia, podremos juzgar la moralidad o la inmoralidad de una acción particular. 
George Edward Moore explica en su Principia ethica (1903) las teorías intuicionistas, que defiende, de la siguiente manera: 
1. Las propiedades morales, aunque atribuidas según las propiedades naturales, no son reducibles a las propiedades naturales;
2. Las propiedades morales realmente pertenecen a las cosas, no se proyectan en ellas;
3. Ciertas verdades morales nos son conocidas sin inferencia ni afecto.

La primera proposición establece una relación conocida como "superveniencia" de las propiedades morales con las propiedades físicas o naturales; el segundo describe la tesis realista del intuicionismo moral; la tercera proposición es la tesis del intuicionismo de Moore, que no es el "sentido común" tradicionalmente asociado con la razón, ni el "sentido común" asociado con los afectos (Thomas Reid). 
El intuicionismo sostiene que ciertas proposiciones éticas son decidibles, por lo que constituye una forma de cognitivismo moral. 

## Historia
Si bien hubo intuicionistas éticos en un sentido amplio, al menos tan atrás como Tomás de Aquino, la escuela filosófica generalmente etiquetada como intuicionismo ético se desarrolló en Gran Bretaña en los siglos XVII y XVIII. La filosofía moral de Immanuel Kant se recibiría en Gran Bretaña como un análogo alemán de Price, aunque, según R. M. Hare, es cuestionable si Kant es un intuicionista.
La noción de intuición moral se desarrolló en el contexto de la filosofía anglosajona, y más particularmente la británica. Fue particularmente popular entre el grupo de Bloomsbury a principios del siglo XX. 
Sidgwick, en un libro de texto dedicado a la historia de la ética, distingue dos corrientes históricas importantes de la ética intuicionista: 
1. El más antiguo, nacido en la segunda mitad del siglo XVII, en reacción a la doctrina del egoísmo de Hobbes, se desarrolló primero entre los platónicos de Cambridge y especialmente en Ralph Cudworth, luego se exacerbó en el racionalismo de Samuel Clarke.
2. El segundo, más tarde, trata la conciencia moral como un sentido moral análogo a los diferentes sentidos y está representado por los filósofos del sentido común, en particular Thomas Reid.

Los primeros intuicionistas (los platónicos de Cambridge R. Cudworth, y H. More, en el siglo XVII. S. Clarke y R. Price, en el siglo XVIII) afirmarón que las verdades morales eran conocidas por la razón. Rechazaron el voluntarismo, la idea de que algo es bueno porque es querido (por Dios para Calvin o por hombres para Hobbes) y el subjetivismo de los teóricos morales: Hutcheson y Hume. Pero las objeciones de este último a la idea de una razón práctica llevaron a los intuicionistas posteriores (T. Reid, GE Moore, WD Ross y H. Prichard) a postular una facultad moral distinta.

## Intuicionistas
- Samuel Clarke
- Richard Price
- Francis Hutcheson
- William Whewell
- Henry Sidgwick
- G. E. Moore
- Michael Huemer
- Harold Arthur Prichard
- C. S. Lewis